# Nørre Broby
Nørre Broby es una localidad situada en el municipio de Faaborg-Midtfyn, en la región de Dinamarca Meridional (Dinamarca), con una población estimada a principios de 2018 de unos 1474 habitantes.
Se encuentra ubicada al sur de la isla de Fionia, cerca de la costa del mar Báltico.